# Кугунур (Новоторъяльский район)
 Кугунур  — деревня в Новоторъяльском районе Республики Марий Эл. Входит в состав Староторъяльского сельского поселения.

## География
Находится в северо-восточной части республики Марий Эл на расстоянии приблизительно 9 км по прямой на юго-юго-запад от районного центра посёлка Новый Торъял.

## История
Упоминается с 1801 года, когда в деревне Кугунур насчитывалось 42 двора. В 1925 году в деревне проживали 118 человек. В 1929 году в деревне насчитывалось 29 хозяйств: 17 дворов марийцев, 12 — русских. В 1970 году в деревне преобладало марийское население, всего было 54 человека. В 1988 году в деревне проживало 29 жителей, в том числе 13 трудоспособных. В 2002 году в деревне осталось 4 двора. В советское время работал колхоз «Заря» («Ужара»).

## Население
Население составляло 11 человека (мари 82 %) в 2002 году, 4 в 2010.